# Pietro Capodieci
Pietro Capodieci (Roma, 28 agosto 1933) è un musicista e liutaio italiano, attivo a Roma.

## Biografia
Nato in una famiglia di musicisti, Pietro Capodieci ebbe una prima carriera come trombettista, formandosi con il Maestro Reginaldo Caffarelli al Conservatorio Santa Cecilia di Roma. Nella classe di tromba di allora si annoverava Ennio Morricone, il futuro compositore. Pietro Capodieci fu attivo come musicista in complessi jazz e ensemble di musica leggera, partecipando in una ventina di film durante la grande epoca di Cinecittà, fra i quali La dolce vita di Fellini, La notte brava di Mauro Bolognini, Vacanze romane di William Wyler e Arrivederci Roma di Art Cohn. In seguito Capodieci studiò il contrabbasso con Tito Bartoli ricevendo inoltre consigli da Giuseppe Selmi, il primo violoncello alla RAI e da Massimo Amfiteatrof.  Diplomatosi in contrabbasso, diventò professore d'orchestra presso il Teatro dell'Opera di Roma nel 1971. La sua grande passione per la liuteria iniziò nella prima gioventù quando il suo padre violinista lo portò dal liutaio Rodolfo Fredi (1861-1950). Già ragazzo lavorò in una bottega artigianale di intagliatori in legno per apprendere i primi rudimenti dell'arte. Studiò a fondo varie tecniche per la costruzione e per la verniciatura, ottenendo progressivamente l'apprezzamento di musicisti in campo internazionale.

## Strumenti
Pietro Capodieci costruisce violini, viole, violoncelli, contrabbassi nonché bassetti per il jazz. Utilizza legni della più alta qualità sonora, in particolare il rarissimo e pregiatissimo “occhio di pernice”.  In diversi strumenti, applica una figura biblica dove viene raffigurato il profeta Elia, così come nelle incisioni del pavimento del Duomo di Siena.